# Resolutie 2432 Veiligheidsraad Verenigde Naties
Resolutie 2432 van de Veiligheidsraad van de Verenigde Naties werd op 30 augustus 2018 unaniem aangenomen. De resolutie verlengde de een jaar eerder opgelegde sancties tegen rebellengroepen in Mali met een jaar.

## Standpunten
De Franse vertegenwoordiger Anne Gueguen zei dat de tijd van waarschuwingen voorbij was. Tussenpersonen van gewapende groeperingen ondermijnden de uitvoering van het vredesakkoord via hun banden met terreurgroepen en Frankrijk had voorgesteld ze sancties op te leggen. Zo waren waren de partijen in Mali zelf ook overeengekomen in het akkoord. De sancties moesten helpen het akkoord ten uitvoer te brengen.
Landen als de Nederland, het Verenigd Koninkrijk en de Verenigde Staten waren het daarmee eens, maar Rusland vond sancties een laatste redmiddel en stelde dat "overhaast sancties opleggen het hele vredesproces zal hinderen".
Hoewel er met resolutie 2374 aan secretaris-generaal António Guterres was gevraagd om een panel van vijf experts op te richten om toe te zien op de toepassing van de sancties, waren er maar vier experts benoemd. De benoeming van de vijfde was door Rusland tegengehouden. Volgens het land ontbrak het dit en ook andere panels aan "geografische balans".
De experts hadden drie personen voorgesteld om toe te voegen aan de sanctielijst. Het sanctiecomité, waar ook Rusland deel van uitmaakte, had echter geen actie ondernomen.

## Achtergrond
Sedert de jaren 1990 hadden de Toearegs in het noorden van Mali hun eigen bestuurlijke zone. Zij probeerden al langer hun regio Azawad los te maken van Mali, maar enkele gevechten in 2006 leidden tot een akkoord met de regering. Na de Libische burgeroorlog in 2011 keerden velen van hen die voor Qadhafi hadden gevochten zwaar bewapend terug naar Mali. Ze begonnen er een veroveringstocht om er gewapenderhand het noorden van het land in te nemen. De regering en het leger konden hen niet de baas en na maanden van ontevredenheid over leiding en uitrusting pleegden soldaten een staatsgreep, waarbij ook president Touré werd verjaagd. Zij richtten een comité voor het herstel van de democratie op, maar droegen de macht over aan een overgangsregime onder leiding van de parlementsvoorzitter na onderhandelingen met de ECOWAS.
In januari 2013 zetten islamitische rebellen opnieuw een offensief naar het zuiden in. Franse grondtroepen die werden ondersteund door troepen uit verschillende Afrikaanse landen zetten een tegenoffensief in en dreven hen terug naar het noorden. In april 2013 werd door middel van resolutie 2100 besloten om een VN-vredesmacht naar het land te zenden.
In 2015 sloten de regering en de rebellenallianties Plateforme d'Alger en Coordination des mouvements de l’Azawad (CMA) een Vredes- en verzoeningsakkoord, dat onder meer een wapenstilstand inhield. De uitvoering ervan liep echter jaren vertraging op, vooral inzake defensie, veiligheid en de hervorming van het leger. Daardoor bleef het noorden van Mali onveilig en verstoken van basisdiensten, terwijl terreurgroepen zich verspreidden naar Centraal- en Zuid-Mali. Zij vielen onder meer de blauwhelmen van de MINUSMA-vredesmacht aan, in die mate dat MINUSMA de VN's dodelijkste vredesoperatie was.

## Inhoud
In januari 2018 waren de Malinese regering en de rebellenallianties Plateforme d'Alger en CMA een aantal prioriteiten overeengekomen om het vredesakkoord uit 2015 geheel uit te voeren. De Veiligheidsraad was gefrustreerd over een aantal belangrijke onderdelen van het vredesakkoord die ondanks alle internationale ondersteuning maar niet uitgevoerd werden.
Het vredesakkoord hield ook in dat de Veiligheidsraad zou toezien op de uitvoering ervan en maatregelen zou nemen tegen eenieder die dat in de weg stond. De sancties die in dat kader middels resolutie 2374 waren ingesteld werden verlengd tot 31 augustus 2019. Het expertenpanel dat toezag op de uitvoering van de sancties werd verlengd tot 30 september 2019.
Lijst ·  2398 ·  2399 ·  2400 ·  2401 ·  2402 ·  2403 ·  2404 ·  2405 ·  2406 ·  2407 ·  2408 ·  2409 ·  2410 ·  2411 ·  2412 ·  2413 ·  2414 ·  2415 ·  2416 ·  2417 ·  2418 ·  2419 ·  2420 ·  2421 ·  2422 ·  2423 ·  2424 ·  2425 ·  2426 ·  2427 ·  2428 ·  2429 ·  2430 ·  2431 ·  2432 ·  2433 ·  2434 ·  2435 ·  2436 ·  2437 ·  2438 ·  2439 ·  2440 ·  2441 ·  2442 ·  2443 ·  2444 ·  2445 ·  2446 ·  2447 ·  2448 ·  2449 ·  2450 ·  2451